# Манастир Светог Јована Владимира
Манастир Светог Јована Владимира (алб. Manastiri i Shën Gjon Vladimirit) манастир је који се налази у насељу Шијон код Елбасана. Посвећен је Јовану Владимиру, владару Дукље и Србије у периоду од око 1000. до 1016. године. Јован је по једном извору био и краљ „Зете и Шкипетарије”. Саграђен је као манастир Српске православне цркве, али га је преузела Албанска православна црква.
Додат је на списак религијских културних споменика Албаније 1948. године. Манастир је подигао Карло Топија 1381. на темељима старије цркве. Током 18. вијека Костандин Шпатараку је осликао зидове храма. Оригинална мермерна плоча на којој је ћириличним писмом написано име оснивача и ктитора скинута је 2006, да би њено мјесто била постављена плоча са грчким натписом.

## Историја
Манастир је настао око првобитне цркве и постао средиште новоосноване Драчке епархије у 18. вијеку. Драчки архиепископ Григорије (1768—1772), аутор је Елбасанског јеванђеља, најстаријег рукописа на албанском језику.
Манастирска црква је изграђена у византијском стилу, од камена, без кубета. На спољашњим зидовима храма било је натписа на грчком језику, а унутра су се могле видјети старе иконе рађене на кожи, бакру и дрвету. Мошти Светог Владимира биле су смјештене у олтару на десној страни, у дрвеном ћивоту па опет у каменом саркофагу. Саркофаг је био закључан са катанцем и запечаћен са три печата. У олтару са лијеве стране су постављени ризница и књижница. Служба светитељу се изводила на албанском језику и била је краћа од оне на словенском језику. У порти манастирској налазили су се манастирски конаци. У порти се налазила једна мања камена плоча на којој је наводно стајао светац, када се молио. За вријеме Првог свјетског рата у манастиру су боравили аустроугарски војници, коју су му велику штету нанијели. Каплан Буровић пише да су Албанци подметнули мине и овај манастир срушили 1964. године.
Митрополит Албанске православне цркве Висарион је прије Другог свјетског рата био уједно и игуман тог манастира. При манастиру је између два свјетска рата било отворено склониште за изнемогле старце и старице из околине Скадра.
Иван Јастребов је о овој светој породици записао да се налази на један сат удаљености сјеверозападно од Елбасана у прелијепој долини Куча. Манастир је уживао велико поштовање православних у цијелој Албанији. О Јовану Владимиру се свашта приповиједало у средњој Албанији. Доста тога је преузето из грчког Аколуфија штампаног у Венецији. Јастребов одбацује тај текст, који са страхопоштовањем говори о свецу и његовим наводним чудима, као басну. Црква коју је подигао Владимир је срушена у земљотресу када је порушен Драч, 12. године. Обновио ју је Карло Топија 1380, о чему свједочи грчки натпис на цркви у коме је назван рођаком француског краља. Тај грчки натпис је стајао у доба Јастребова изнад улазних црквених врата. Јастребов и доноси оригинал текста, без превода. У тексту се спомиње под именом Јован Владимир. Јован је додато од народа и од Цркве усвојено јер је као и Свети Јован Крститељ изгубио живот одсијецањем главе.